# BMW X1
BMW X1 — компактний SUV автомобіль, що випускається німецькою компанією BMW.

## Перше покоління (E84; 2009-2015)
BMW X1 першого покоління (заводський індекс E84) представлений в 2009 році на Франкфуртському автосалоні. Виробництво почалося 24 жовтня 2009 року на заводі BMW у Лейпцигу. Технічно X1 походить від 1 і 3 серії.
З 2012 року X1 для китайського ринку виробляються компанією BMW, разом зі своїм китайським партнером по спільному підприємству, компанією Brilliance, на недавно побудованому заводі в Шеньяні.

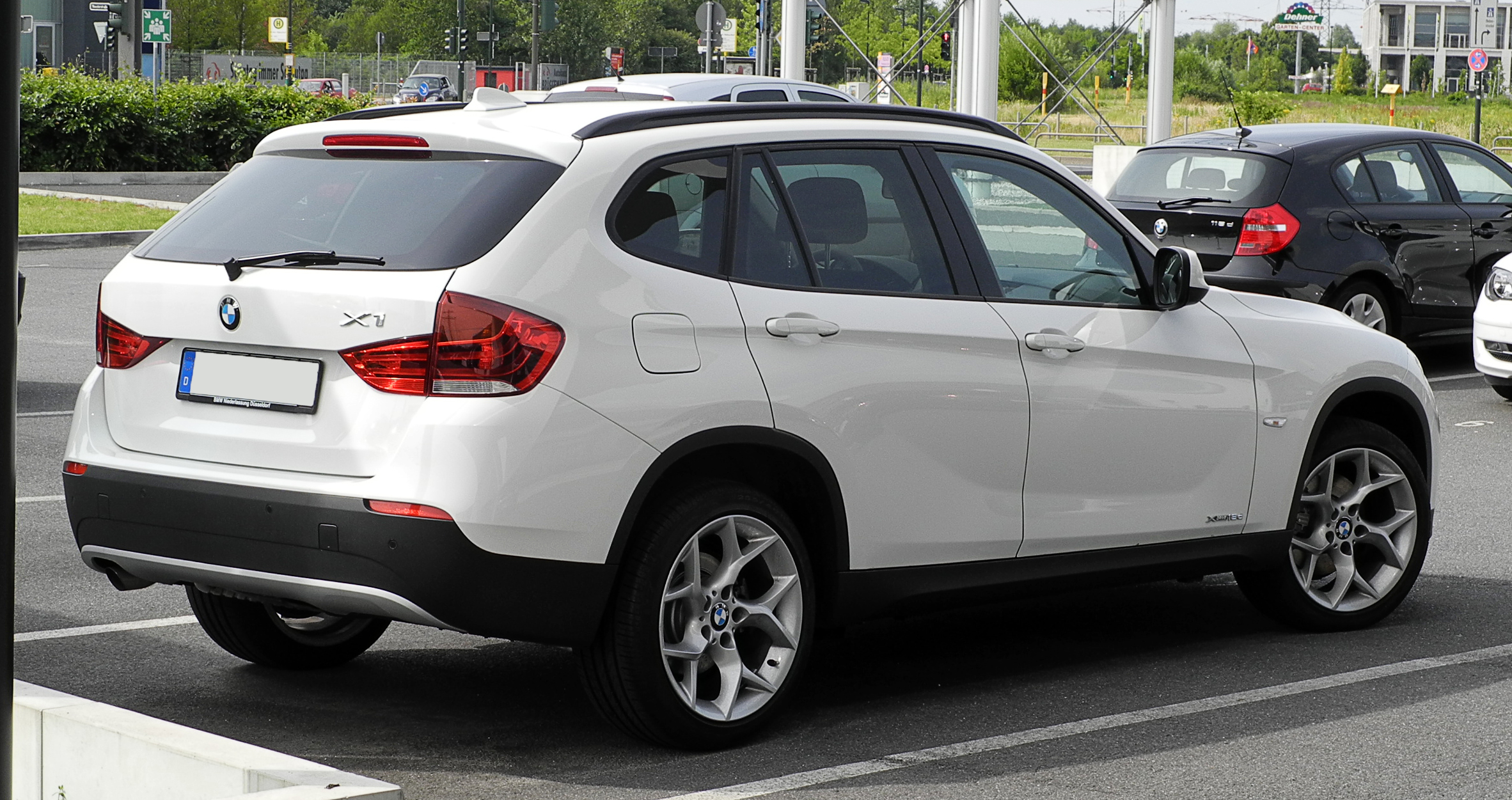
BMW X1 (2009-2012)
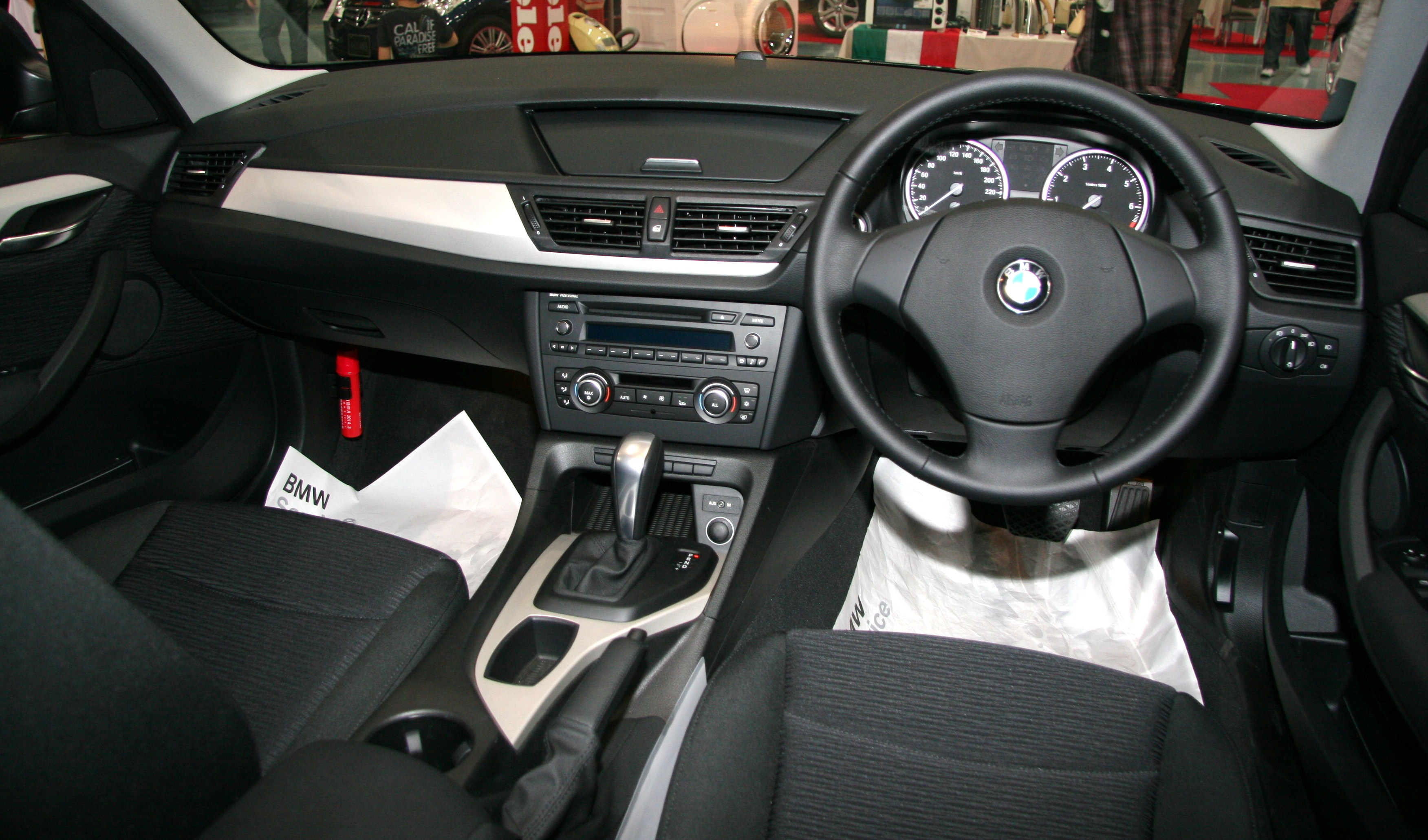
Салон BMW X1

### Фейсліфтинг 2012
У липні 2012 року, X1 був модернізований. Він отримав у рамках цієї реконструкції нові двигуни і додаткове обладнання, технічно удосконалену трансмісію, а також невеликі зміни в екстер'єрі та інтер'єрі.
Всього перше покоління X1 розійшлося по світу тиражем 730 000 автомобілів.

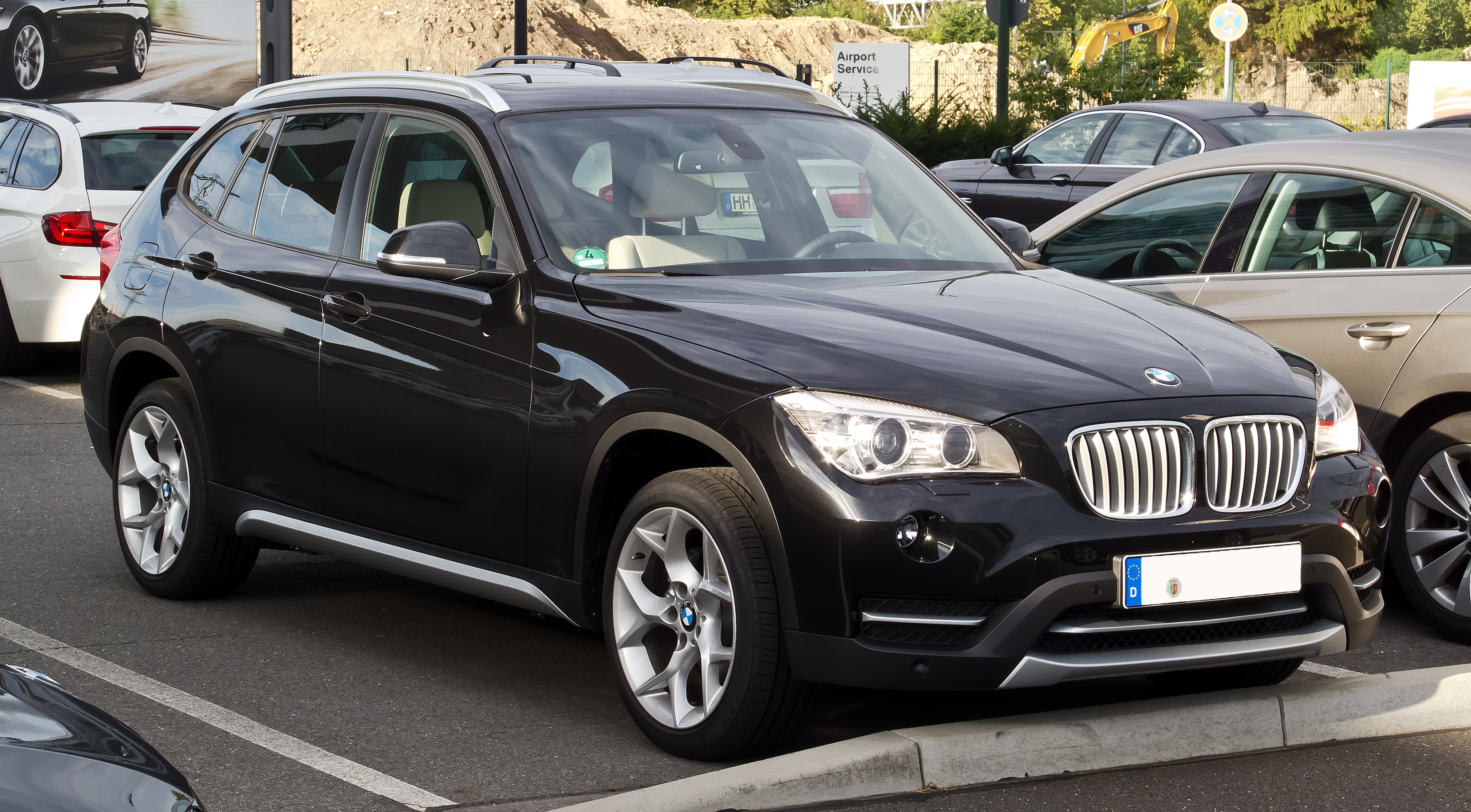
BMW X1 (2012-2014)
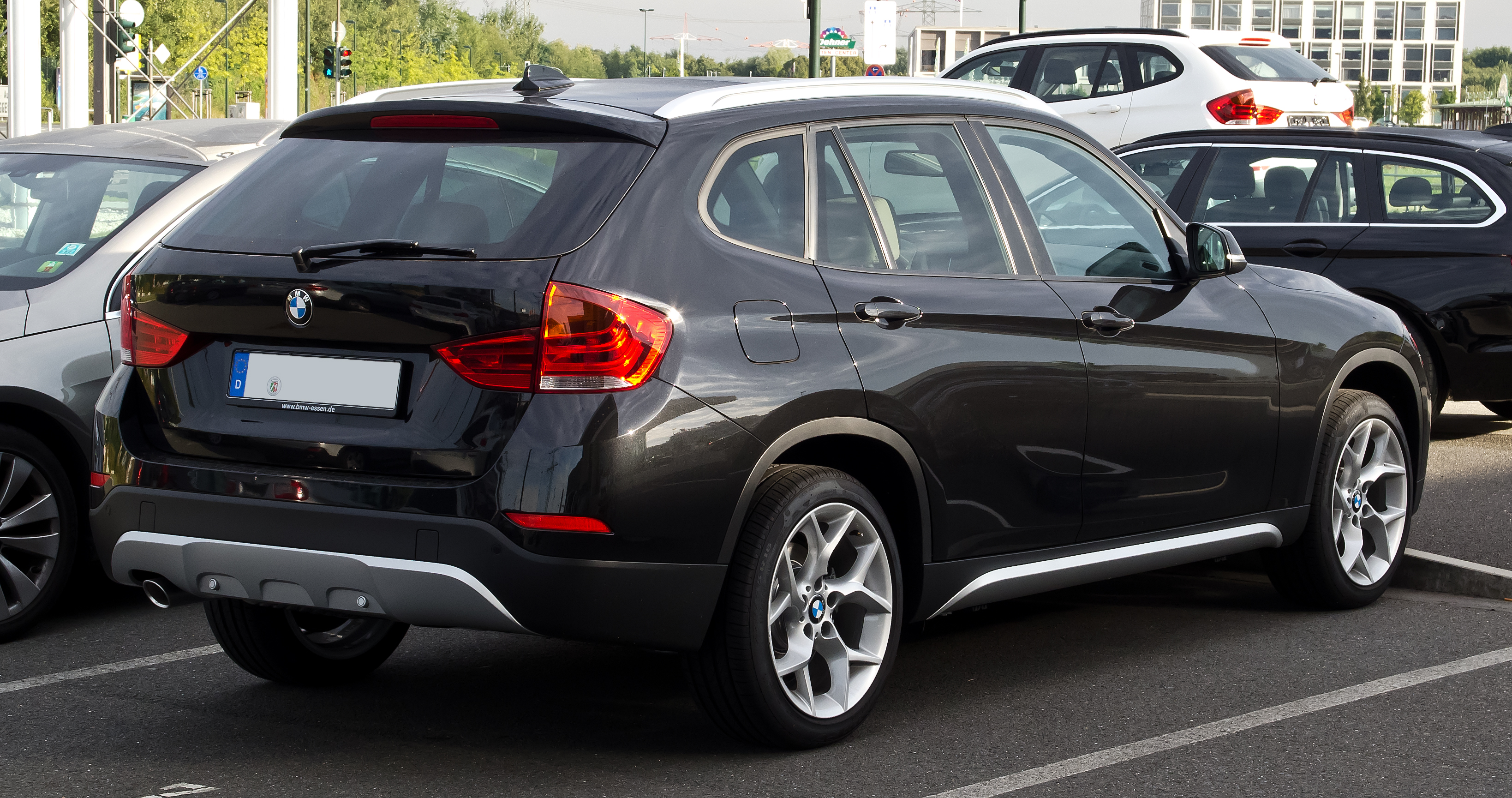
BMW X1 (2012-2014)

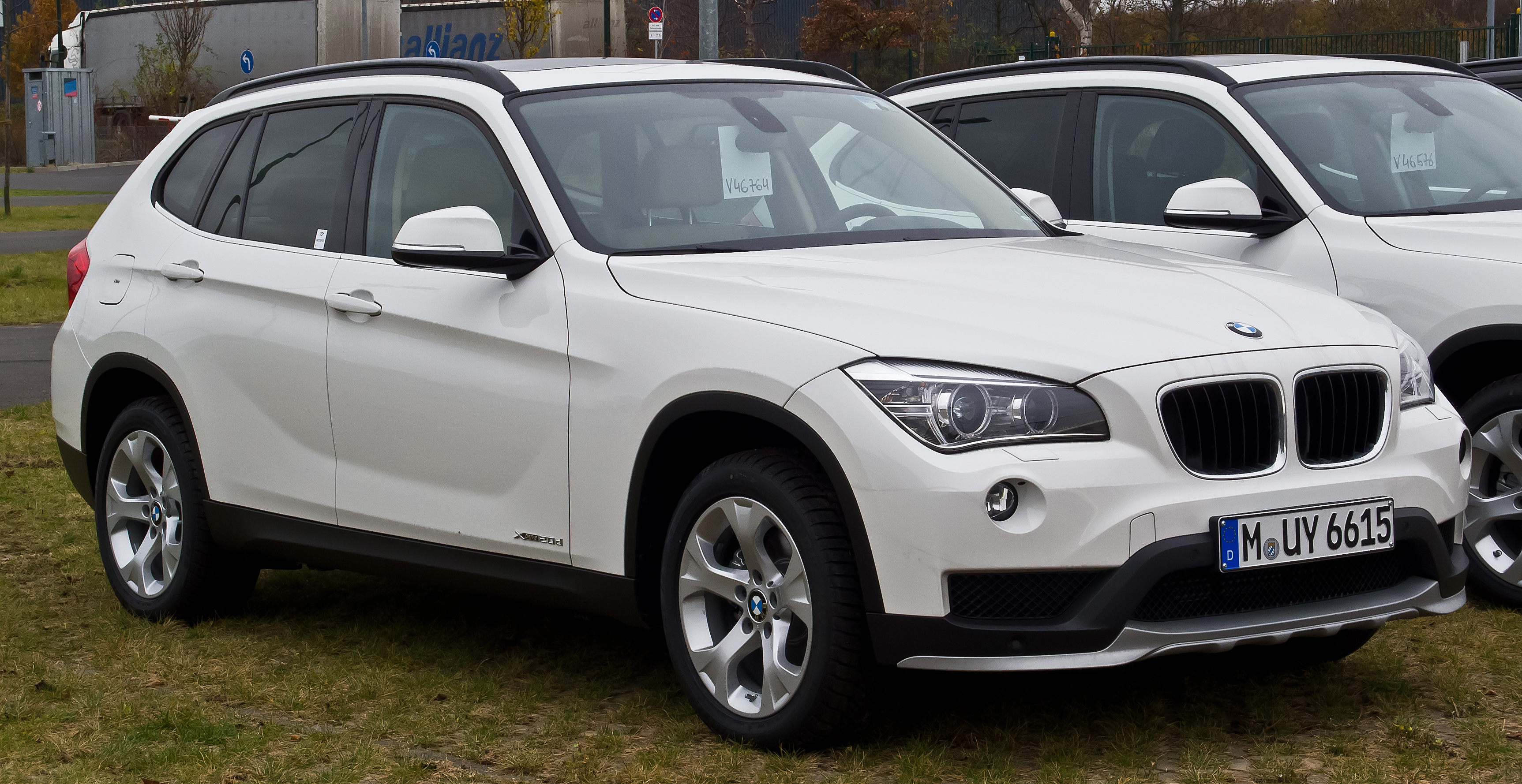
BMW X1 (2014-2015)
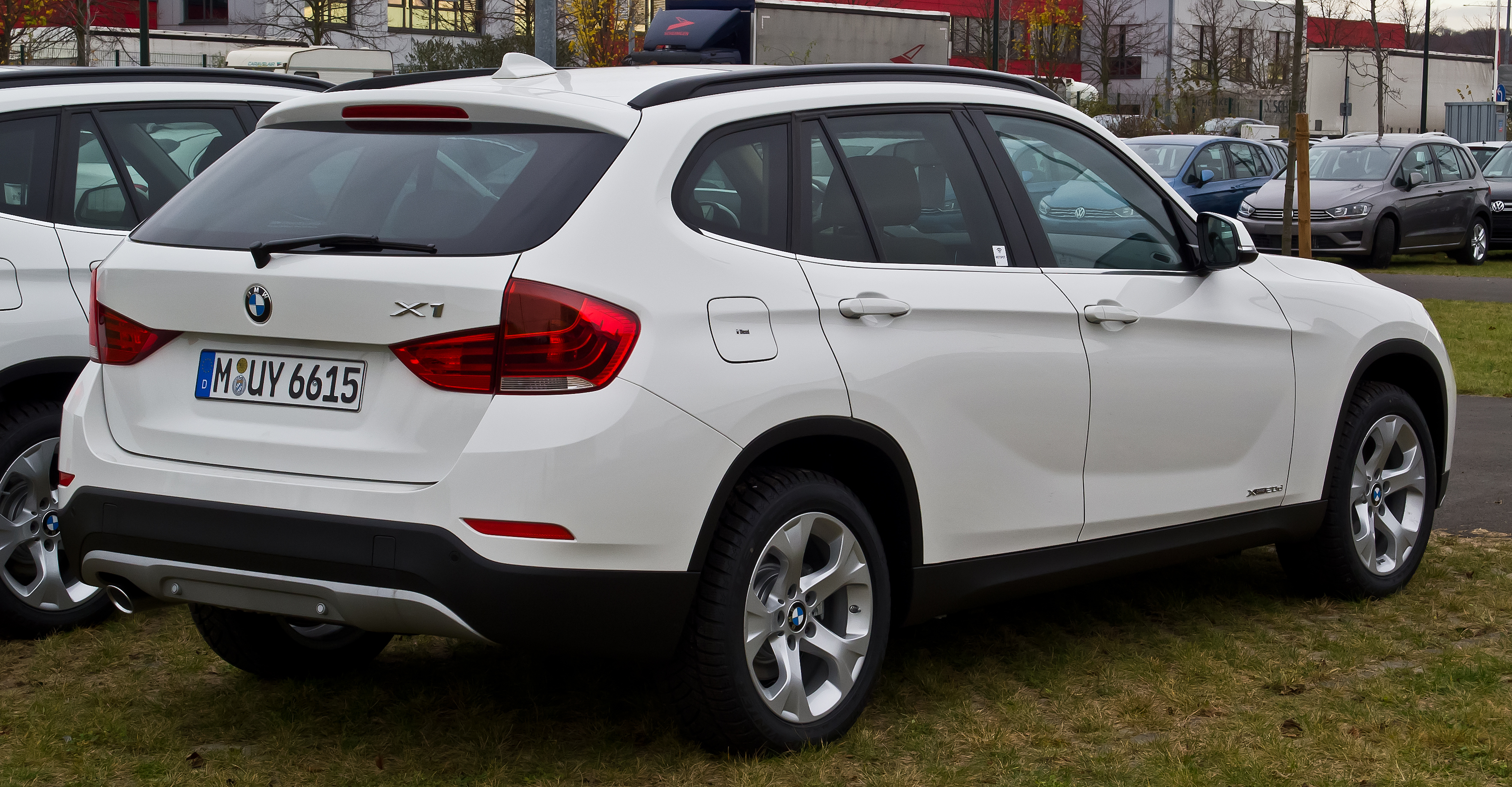
BMW X1 (2014-2015)

### Конструкція
Автомобіль створений на платформі універсалу BMW 3-ї серії. Відмінності в шасі - у Х1 інші тяги в задній багатоважільній підвісці і поворотні кулаки підвіски McPherson спереду, а замість електромеханічного підсилювача керма стоїть електрогідравлічний. Привід може бути заднім (такі модифікації називаються sDrive) або повним (xDrive).

### Результати з Краш-Тесту
| Зірки в Euro NCAP з Краш-тесту |

### Технічні характеристики
Моделі розрізняються за об'ємом та типом двигуна. Число означає приблизний розмір двигуна в літрах, а буква на тип двигуна (i = бензиновий, d = дизельний).
| BMW X1                                                                            | sDrive18i                                     | xDrive25i                                    | xDrive28i                                    | xDrive18d | sDrive18d | xDrive20d | sDrive20d | xDrive23d                                              |
| --------------------------------------------------------------------------------- | --------------------------------------------- | -------------------------------------------- | -------------------------------------------- | --- | --- | --- | --- | ------------------------------------------------------ |
| Роки випуску                                                                      | з березня 2010                                | з березня 2010                               | з вересня 2009                               | з лютого 2010 | з лютого 2010 | з вересня 2009 | з вересня 2009 | з вересня 2009                                         |
| Тип двигуна                                                                       | Бензиновий                                    | Бензиновий                                   | Бензиновий                                   | Дизельний | Дизельний | Дизельний | Дизельний | Дизельний                                              |
| Циліндри                                                                          | Чотирициліндровий рядний двигун з Valvetronic | Шестициліндровий рядний двигун з Valvetronic | Шестициліндровий рядний двигун з Valvetronic | Чотирициліндровий рядний турбодвигун з variabler Turbinengeometrie і Common-Rail-Direkteinspritzung третого покоління | Чотирициліндровий рядний турбодвигун з variabler Turbinengeometrie і Common-Rail-Direkteinspritzung третого покоління | Чотирициліндровий рядний турбодвигун з variabler Turbinengeometrie і Common-Rail-Direkteinspritzung третого покоління | Чотирициліндровий рядний турбодвигун з variabler Turbinengeometrie і Common-Rail-Direkteinspritzung третого покоління | так як для 18d/20d але з Variable Twin Turbo (Biturbo) |
| Об'єм                                                                             | 1995 см³                                      | 2996 см³                                     | 2996 см³                                     | 1995 см³ | 1995 см³ | 1995 см³ | 1995 см³ | 1995 см³                                               |
| Потужність (в к.с.) при об/хв                                                     | 110 кВт (150) 6400                            | 160 кВт (218) 6100                           | 190 кВт (258) 6600                           | 105 кВт (143) 4000 | 105 кВт (143) 4000 | 130 кВт (177) 4000 | 130 кВт (177) 4000 | 150 кВт (204) 4400                                     |
| Крутний момент                                                                    | 200 Нм при 3600 об/хв                         | 277 Нм при 2500 об/хв                        | 310 Нм при 2600–3000 об/хв                   | 320 Нм при 1750–2500 об/хв                                                                                            | 320 Нм при 1750–2500 об/хв                                                                                            | 350 Нм при 1750–3000 об/хв                                                                                            | 350 Нм при 1750–3000 об/хв                                                                                            | 400 Нм при 2000–2250 об/хв                             |
| Серійна коробка передач                                                           | 6-ст. механічна                               | 6-ст. автоматична                            | 6-ст. автоматична                            | 6-ст. механічна | 6-ст. механічна | 6-ст. механічна | 6-ст. механічна | 6-ст. автоматична                                      |
| Опційна коробка передач                                                           | 6-ст. автоматична                             | -                                            | -                                            | 6-ст. автоматична | 6-ст. автоматична | 6-ст. автоматична | 6-ст. автоматична | —                                                      |
| Тип приводу                                                                       | Задній привід                                 | Повний привід                                | Повний привід                                | Повний привід | Задній привід | Повний привід | Задній привід | Повний привід                                          |
| Розгін від 0 до 100 км/год                                                        | 9,7 с                                         | 7,9 с                                        | 6,8 с                                        | 10,1 с 10,3 с | 9,6 с 9,9 с | 8,4 с 8,6 с | 8,1 с 8,3 с | 7,3 с                                                  |
| Максимальна швидкість                                                             | 202/200 км/год                                | 223 км/год                                   | 230 км/год                                   | 195/195 км/год | 200/200 км/год | 213/213 км/год | 218/218 км/год | 223 км/год                                             |
| Витрати пального (відповідно до європейської класифікації, комбіновано на 100 км) | 8,2 л/ 8,4 л                                  | 9,3 л                                        | 9,4 л                                        | 5,7 л/ 6,2 л | 5,2 л/ 5,9 л | 5,8 л/ 6,2 л | 5,3 л/ 5,9 л | 6,3 л                                                  |
| Вимкиди CO2 (гр/км) комбіновано                                                   | 191/ 195                                      | 217                                          | 219                                          | 150/ 164 | 136/ 155 | 153/ 164 | 139/ 155 | 167                                                    |
| Норми викидів по європейській класифікації                                        | Euro 5                                        | Euro 5                                       | Euro 5                                       | Euro 5 | Euro 5 | Euro 5 | Euro 5 | Euro 5                                                 |
| 1.                                                                                |                                               |                                              |                                              | | | | |                                                        |

## Друге покоління (F48; 2015-2022)

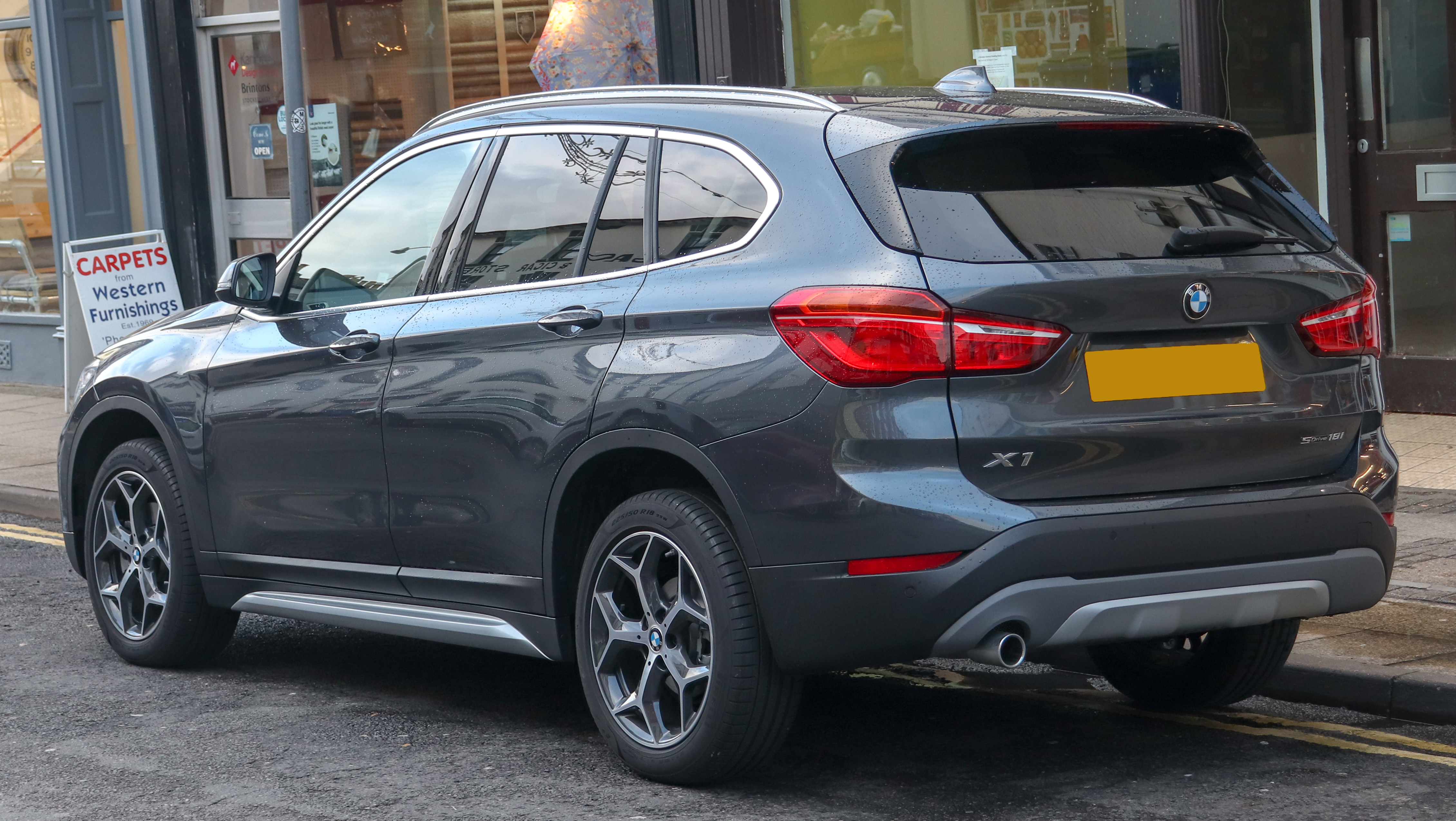
BMW X1 sDrive18i (F48)

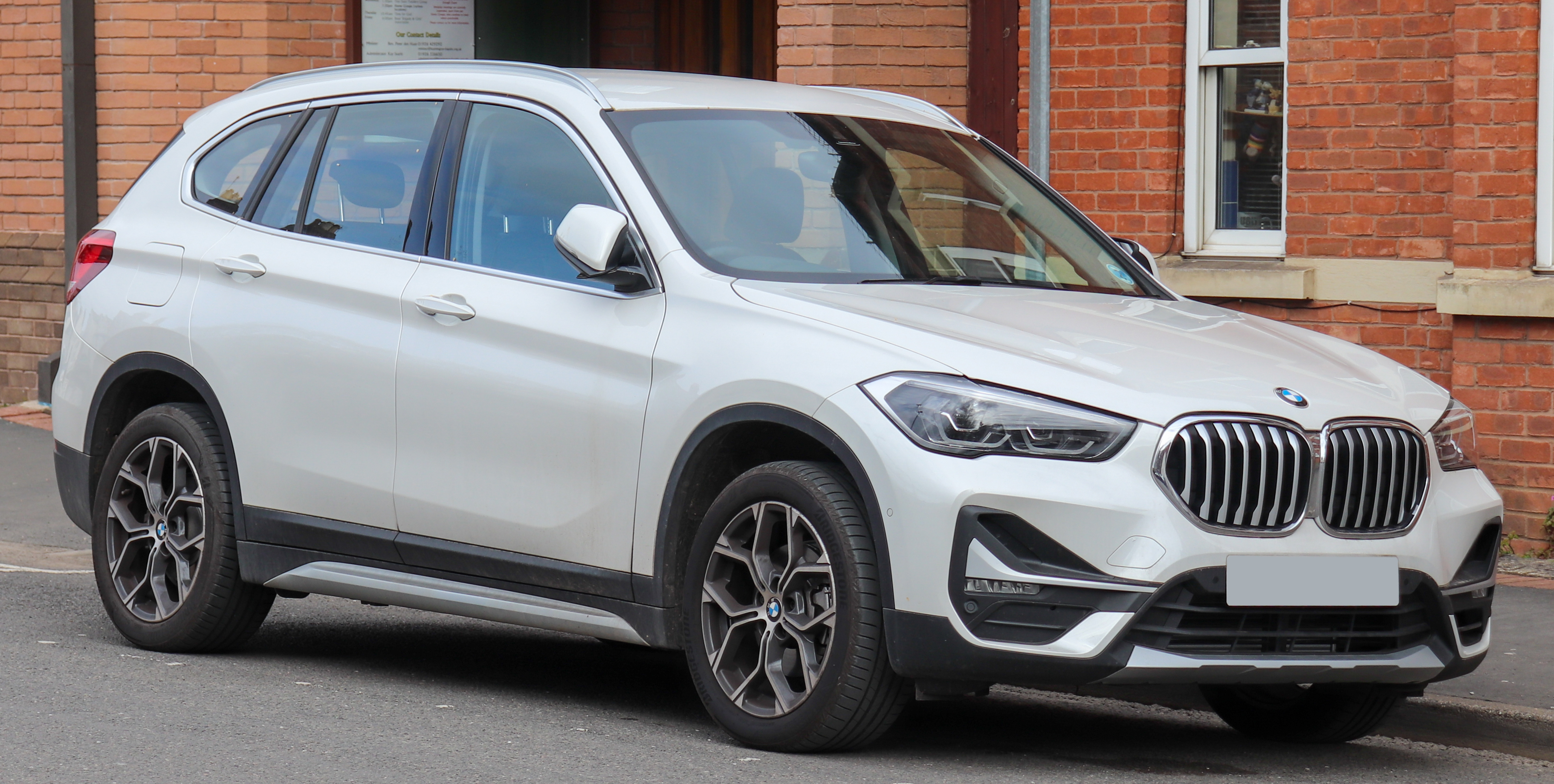
BMW X1 sDrive18i (F48) фейсліфт

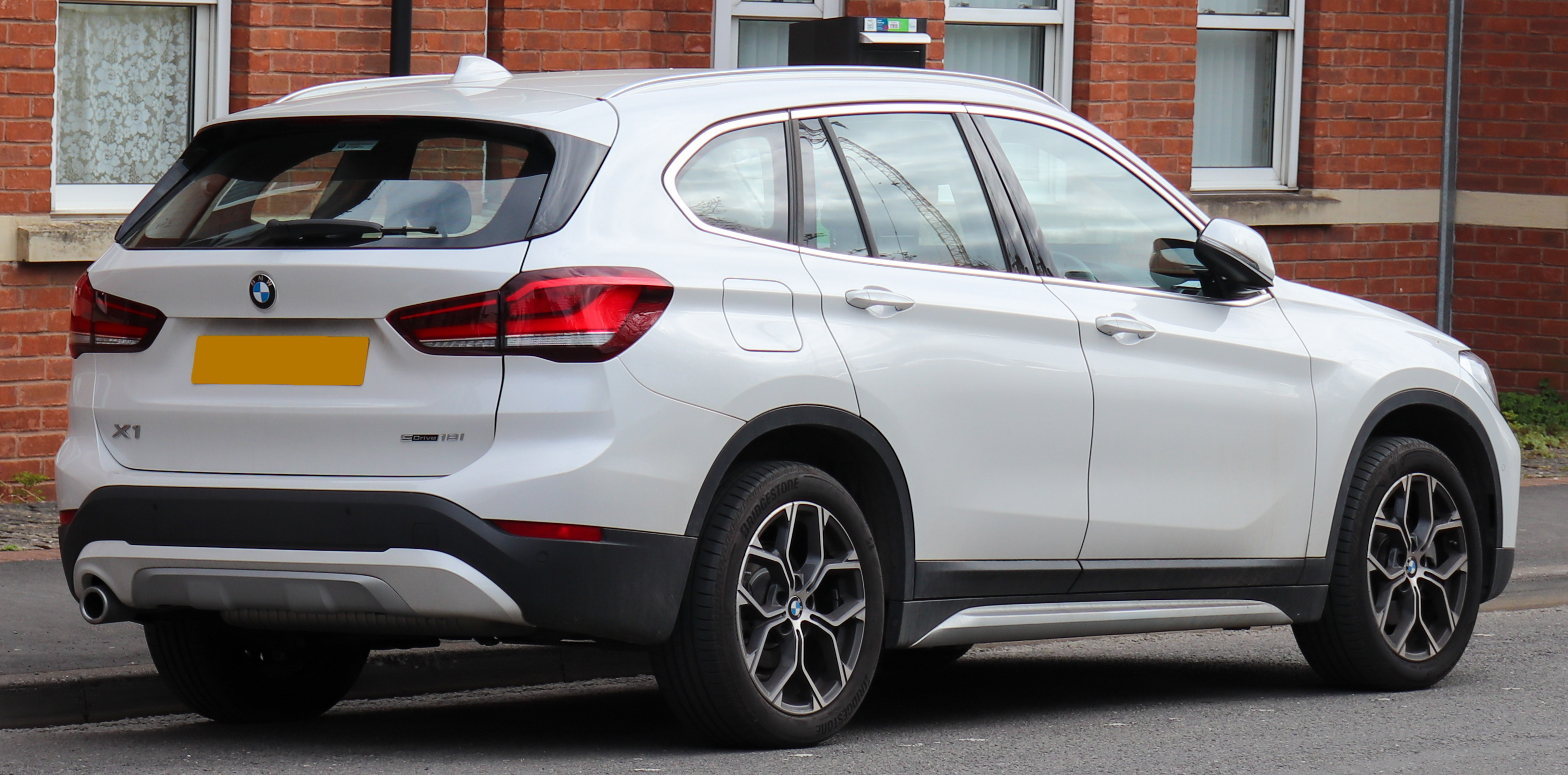
BMW X1 sDrive18i (F48) фейсліфт

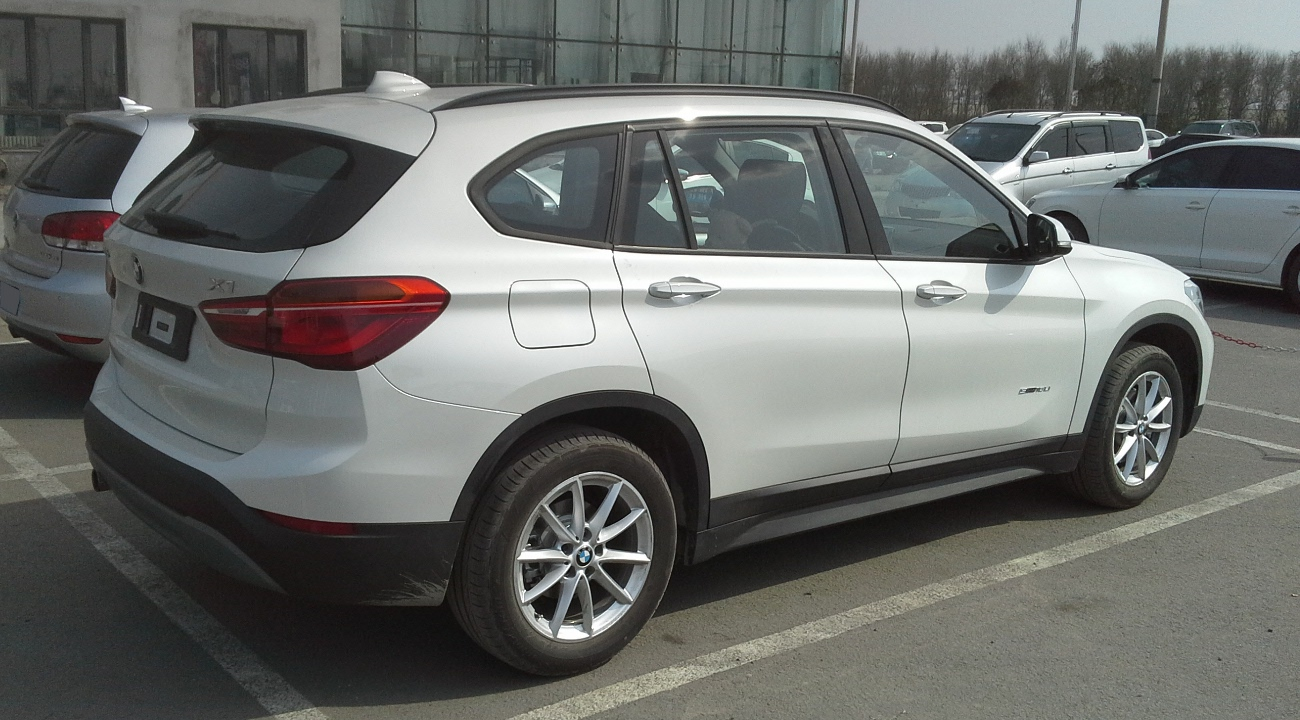
BMW X1 (F49) Li

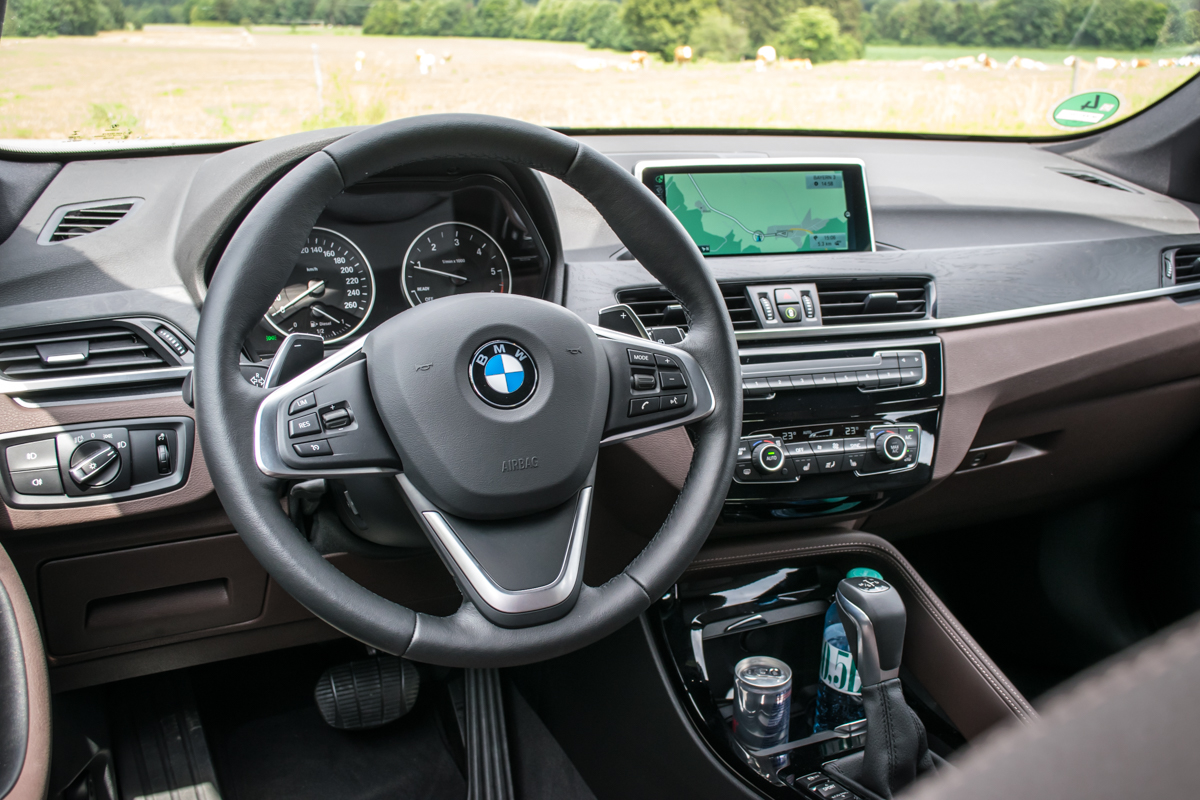
Салон BMW X1 xDrive25d (F48)

BMW X1 другого покоління (заводський індекс F48) отримав передньоприводну платформу UKL2, що й компактвен Active Tourer. Спереду тут використані стійки McPherson, причому в підвісці поєднуються сталь і алюміній, а ззаду встановлена сталева багаторичажка з рознесеними пружинами і амортизаторами. Крім звичайної є і семимісна подовжена версія (заводський індекс F49).
Новий БМВ Х1 використовує дви типи двигуна – 3- і 4-циліндровий з турбонаддувом. В додаток до притаманної жвавості, Х1 вигідно виділяється серед таких конкурентів, як Audi Q3, Mercedes-Benz GLA та Lexus NX, стандартним повним приводом. Базовий BMW X1 xDrive28i 2016 року обладнаний передніми сидіннями із можливістю регулювання у 8-ми позиціях, автоматичним клімат-контролем, електроприводом дверей багажника, датчиком дощу, функцією запуску двигуна за допомогою кнопки та 18-дюймовими дисками з безпечними шинами. Стандартна інформаційно-розважальна система включає 6,5-дюймовий екран, 7 динаміків, AM/FM/HD Radio/CD-програвач з USB роз’ємом та потоковою передачею аудіо або синхронізацією з телефоном через Bluetooth.
У 2020 році BMW оновив зовнішній вигляд моделі X1 та додав до стандартного оснащення сенсорний екран діагоналлю 8,8 дюймів. 
BMW X1 пропонує багажник об'ємом 767 л. Складання заднього ряду сидінь збільшує простір до 1662 л. 

### Двигуни
- 1.5 л B38 Р3 turbo 136 к.с.
- 1.5 л B38 Р3 turbo 140 к.с.
- 2.0 л B48 Р4 turbo 192 к.с.
- 2.0 л B48 Р4 turbo 231 к.с.
- 1.5 л B37 Р3 Diesel turbo 116 к.с.
- 2.0 л B47 Р4 Diesel turbo 150 к.с.
- 2.0 л B47 Р4 Diesel turbo 190 к.с.
- 2.0 л B47 Р4 Diesel turbo 231 к.с.

## Третє покоління (U11; з 2022)

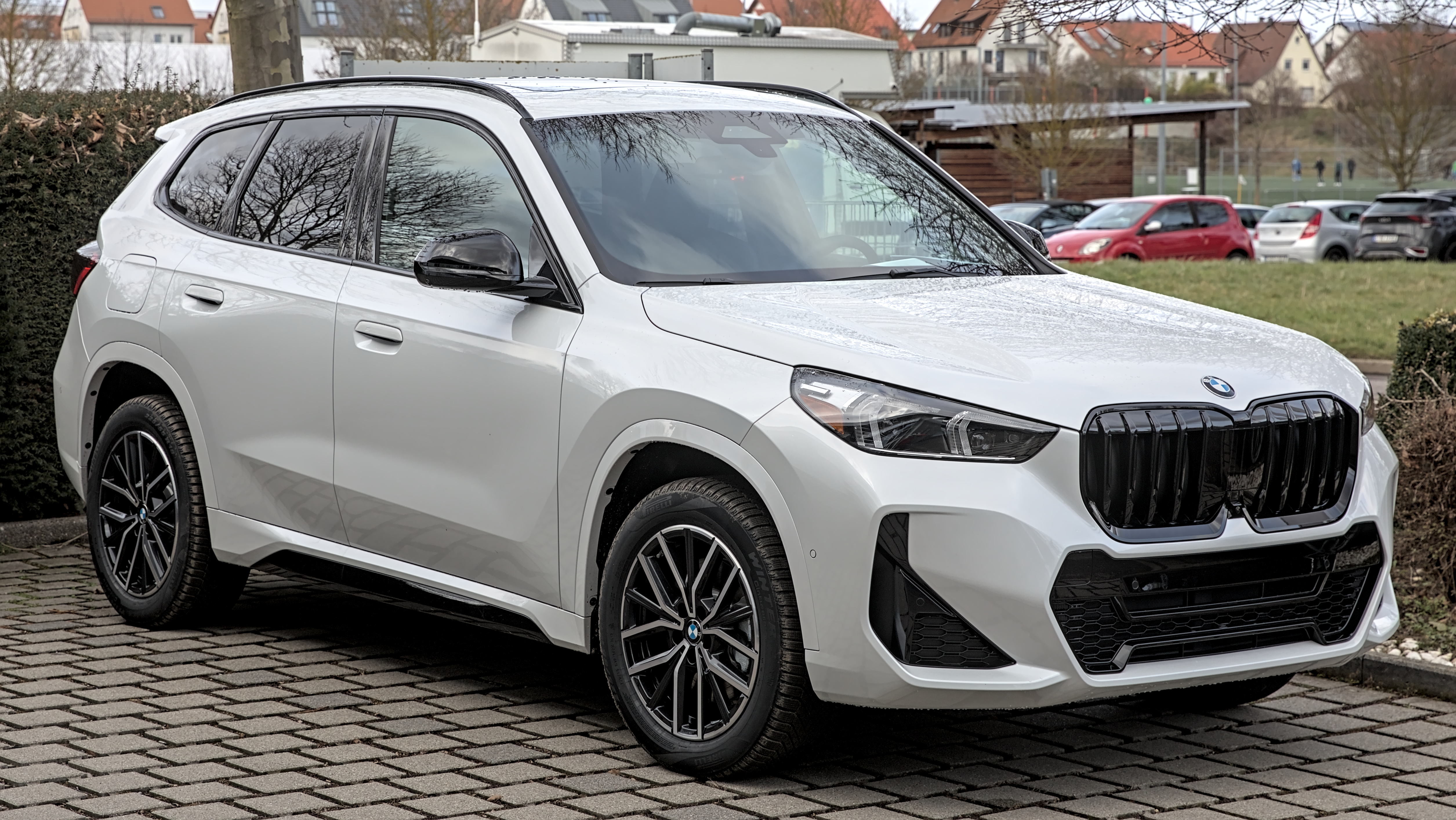
BMW X1 U11

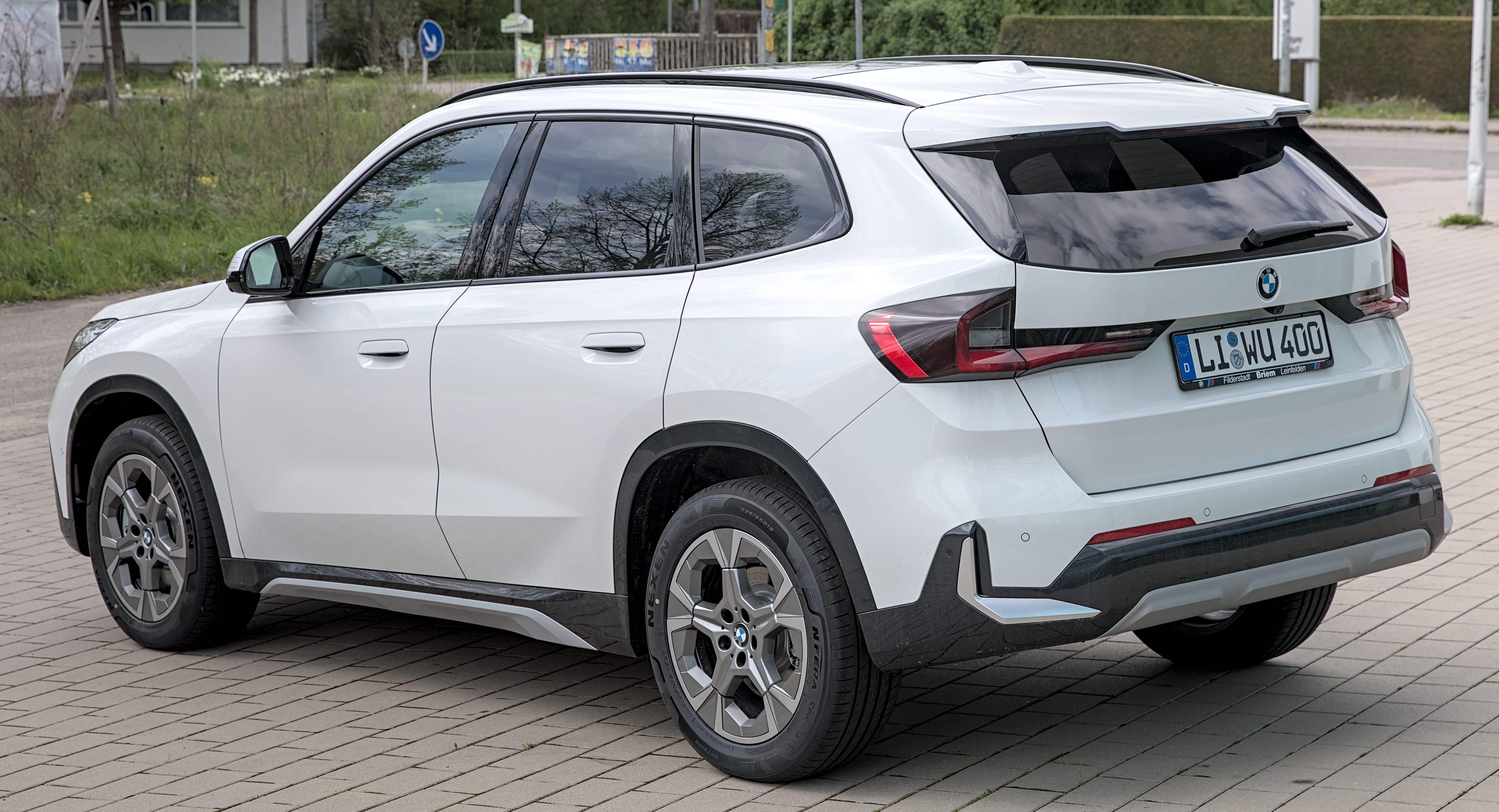
BMW X1 U11

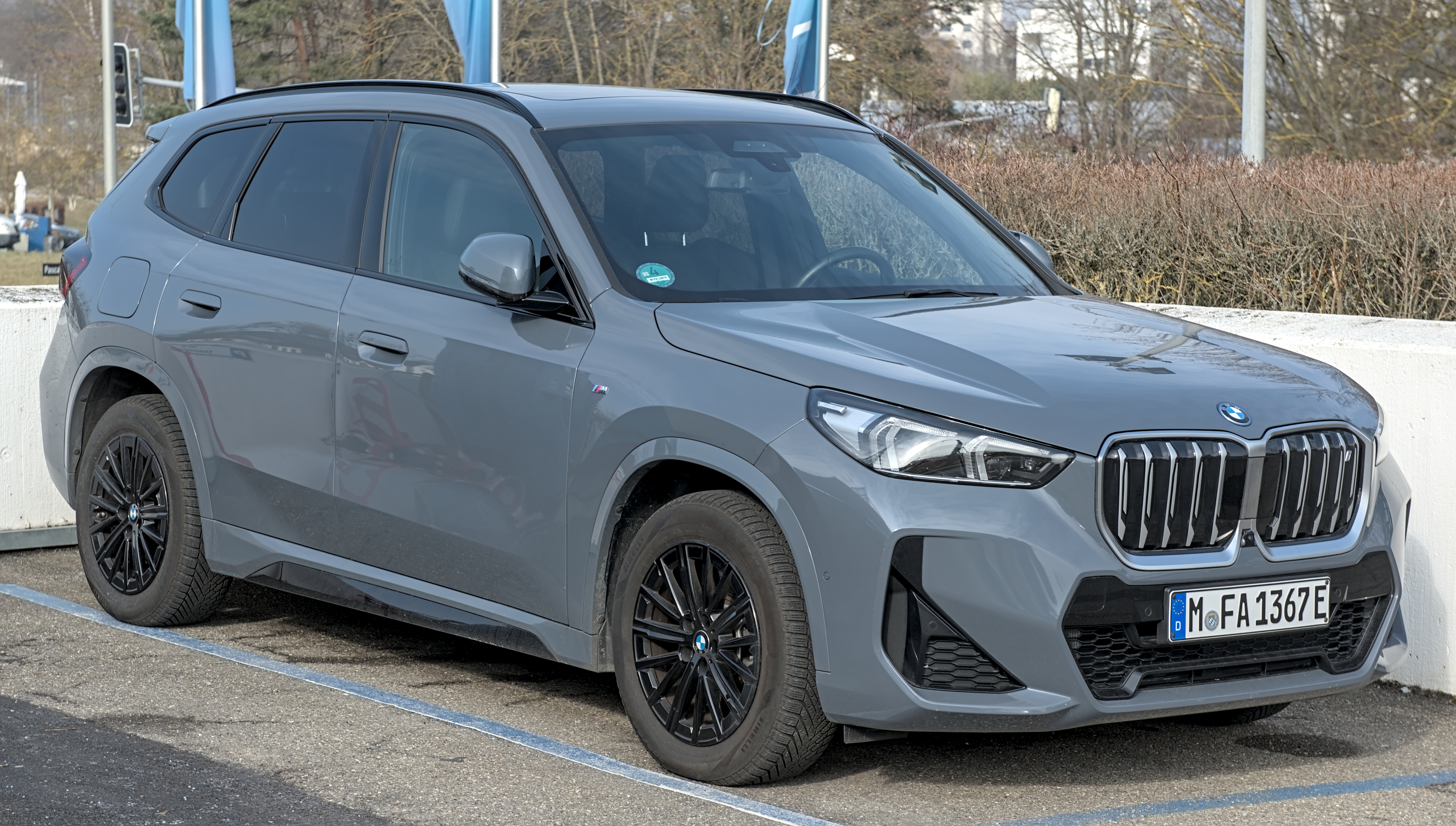
BMW iX1

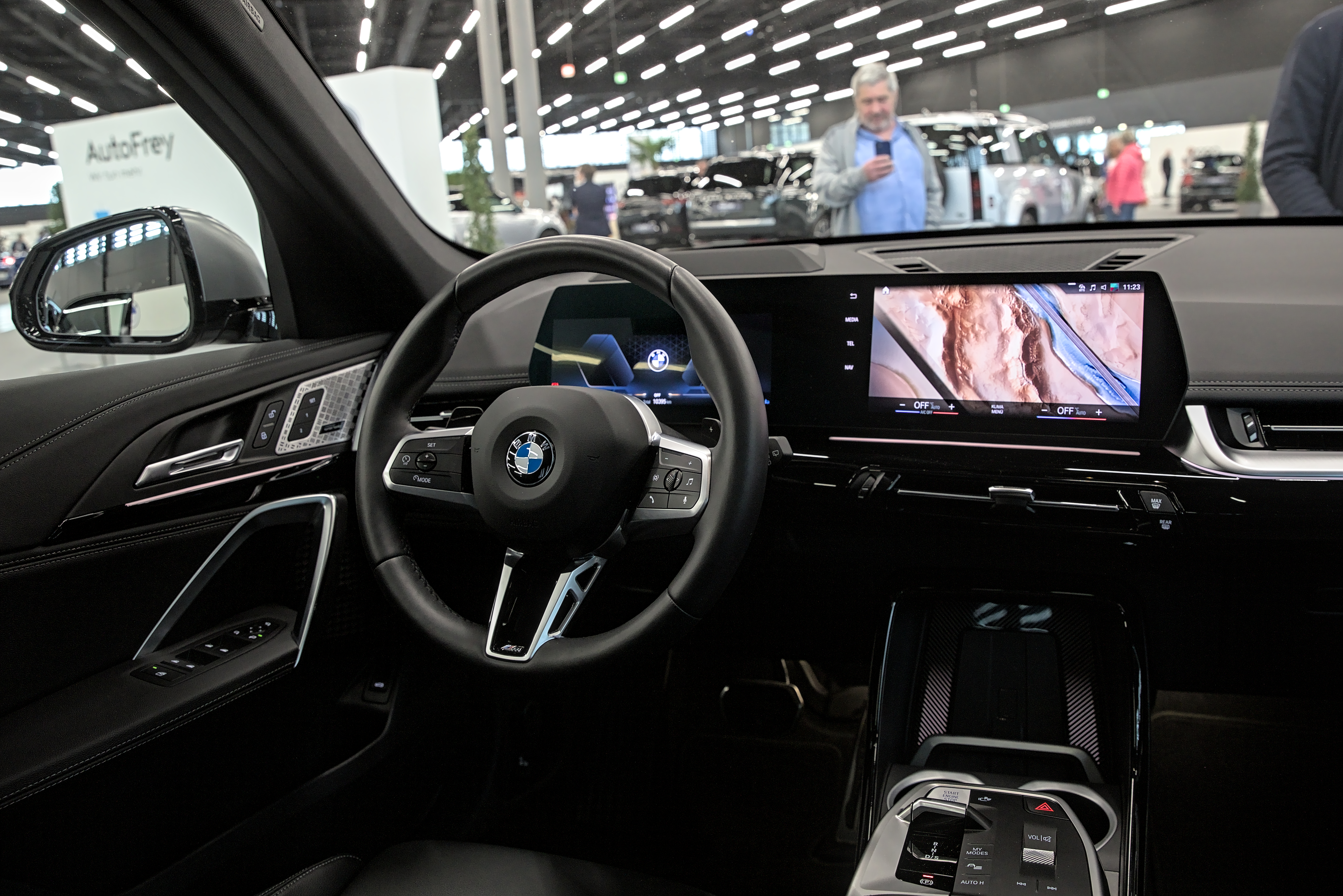

X1 U11 був випущений у червні 2022 року. Автомобіль збудовано на платформі	BMW UKL2. Асортимент складається з електродвигуна (BMW iX1), 3-циліндрових і 4-циліндрових бензинових і дизельних двигунів з турбонаддувом з доступним плагін-гібридним варіантом. Базові моделі мають передній привід (маркований як sDrive), а повний привід (xDrive) доступний як опція і є стандартним для деяких моделей вищого класу.

### BMW iX1
Пропонується повністю електрична версія з позначенням BMW iX1; її можна заряджати постійним струмом 130 кВт.
Електрична версія оснащена одним електродвигуном на кожну вісь, які розвивають потужність 313 к.с. і 494 Нм та живиться від батареї ємністю 64,7 кВт/год, встановленої в нижній частині кузова.

### Двигуни
Бензинові:
- 1.5 L B38 turbo I3
- 2.0 L B48 turbo I4 mild hybrid

Plug-in hybrid:
- 1.5 L B38A15M0 turbo I3

Дизельні:
- 1.5 L B37 twin-turbo I3
- 2.0 L B47 twin-turbo I4 mild hybrid

## Виробництво і продаж
| рік  | виробництво | продажі | продажі | продажі |
| рік  | виробництво | Європа  | США     | Китай   |
| ---- | ----------- | ------- | ------- | ------- |
| 2009 | 8,499       | 8,925   |         |         |
| 2010 | 99,990      | 77,706  |         |         |
| 2011 | 126,429     | 83,086  |         |         |
| 2012 | 147,776     | 65,254  | 8,947   | 18,798  |
| 2013 | 161,353     | 64,313  | 26,512  | 22,913  |
| 2014 | 156,471     | 61,797  | 22,808  | 46,563  |
| 2015 | 120,011     | 42,107  | 14,420  | 41,200  |
| 2016 | 220,378     | 95,380  | 27,812  | 54,900  |
| 2017 | 286,743     | 118,051 | 30,826  | 90,574  |
| 2018 | 286,827     | 111,496 | 29,060  | 97,215  |
| 2019 | 266,124     | 108,507 | 17,815  | 97,364  |
| 2020 | 230,041     | 88,486  | 14,405  | 95,096  |

## Зноски
1. ↑  Технические характеристики BMW X1. Архів оригіналу за 8 березня 2016. Процитовано 6 березня 2010.
2. ↑  Crash-Test BMW X1[недоступне посилання з червня 2019] (ADAC 11/2009)
3. ↑  Как мы тестировали BMW X1 2021 года.  Automoto.ua. AutoMoto.ua (рос.). Архів оригіналу за 2 вересня 2021. Процитовано 2 вересня 2021.
4. ↑  BMW X1 European sales figures. carsalesbase.com (амер.). Архів оригіналу за 18 лютого 2020. Процитовано 17 квітня 2020.
5. ↑  BMW X1 US car sales figures. carsalesbase.com (амер.). Архів оригіналу за 6 лютого 2020. Процитовано 17 квітня 2020.
6. ↑  BMW X1 and X1 Li China auto sales figures. carsalesbase.com (амер.). 22 квітня 2015. Архів оригіналу за 13 серпня 2021. Процитовано 19 березня 2021.
7. ↑  BMW Group Annual Report 2009 (PDF). BMW Group (Report). Архів (PDF) оригіналу за 12 жовтня 2019. Процитовано 24 березня 2021. [Архівовано 2019-10-12 у Wayback Machine.]
8. ↑  BMW Group Annual Report 2010 (PDF). BMW Group (Report). Архів (PDF) оригіналу за 12 жовтня 2019. Процитовано 24 березня 2021. [Архівовано 2019-10-12 у Wayback Machine.]
9. ↑  BMW Group Annual Report 2011 (PDF). BMW Group (Report). Архів (PDF) оригіналу за 12 липня 2021. Процитовано 24 березня 2021. [Архівовано 2021-07-12 у Wayback Machine.]
10. ↑  BMW Group Annual Report 2012 (PDF). BMW Group (Report). Архів (PDF) оригіналу за 11 липня 2021. Процитовано 24 березня 2021.
11. ↑  BMW Group Annual Report 2013 (PDF). BMW Group (Report). Архів (PDF) оригіналу за 12 липня 2021. Процитовано 24 березня 2021.
12. ↑  BMW Group Annual Report 2014 (PDF). BMW Group (Report). Архів (PDF) оригіналу за 12 жовтня 2019. Процитовано 24 березня 2021.
13. ↑  BMW Group Annual Report 2015 (PDF). BMW Group (Report). Архів (PDF) оригіналу за 17 травня 2021. Процитовано 24 березня 2021.
14. ↑  BMW Group Annual Report 2016 (PDF). BMW Group (Report). Архів (PDF) оригіналу за 17 травня 2021. Процитовано 24 березня 2021.
15. ↑  BMW Group Annual Report 2017 (PDF). BMW Group (Report). Архів (PDF) оригіналу за 19 жовтня 2021. Процитовано 24 березня 2021.
16. ↑  BMW Group Annual Report 2018 (PDF). BMW Group (Report). Архів (PDF) оригіналу за 15 вересня 2020. Процитовано 24 березня 2021.
17. ↑  BMW Group Annual Report 2019 (PDF) (Звіт). Архів оригіналу (PDF) за 27 березня 2020. Процитовано 17 березня 2021.
18. ↑  BMW Group Report 2020 (PDF). BMW Group (Report). Архів (PDF) оригіналу за 19 березня 2021. Процитовано 24 березня 2021.